# Zapatería Práctica
Zapatería Práctica fou una revista tècnica adreçada als professionals de la indústria de la sabateria i de les pells adobades, que es va publicar a Igualada entre l'any 1903 i el 1915.

## Descripció
Portava com a subtítol “Revista mensual ilustrada” i també “Órgano defensor de los intereses de la Zapatería y Curtidos”. Era una publicació mensual, que tenia la redacció i l'administració a la rambla de Sant Isidre, núm. 30, i s'imprimia als tallers de Nicolau Poncell. El primer número es va publicar l'1 de maig de 1903 i en van sortir 141, l'últim amb data d'1 de setembre de 1915. Acostumava a tenir 8 pàgines, impreses a dues columnes, i el format era de 32 x 22 cm. Es publicava en castellà i es repartia per diverses zones d'Espanya. Nascuda en un període dominat estèticament pel modernisme, la revista n'és un bon exemple pel que fa al disseny gràfic: títols, il·lustracions, caplletres, etc.

## Contingut
Tractava temes relacionats amb l'àmbit de la pell adobada, una de les indústries de referència d'Igualada, des de punts de vista diversos: econòmics (preus del mercat, exportació de productes), socials (vagues de treballadors, congressos, assemblees, formació), tècnics (innovació tecnològica, processos), mèdics (anatomia i fisiologia del peu), moda, història del calçat, curiositats, etc. Cada número incloïa un model de sabata, amb els patrons de totes les peces que la formaven. Això facilitava la tasca dels petits artesans que treballaven manualment.

## Directors i col·laboradors
L'ànima de la revista, el seu fundador i director era Antoni Miserachs Vallès “verdadera notabilidad en la industria del calzado, hombre ingenioso y emprendedor, que poseía un acreditado establecimiento en la localidad —conocido por Cal Tonet Sabaté—”. Antoni Miserachs Vallès, àlies Tonet Sabater (Igualada, 1875 - 1918), era un home amb simpaties catalanistes i republicanes. Va ser president del Centre Catòlic i un dels membres constituents i secretari de la societat catòlica Acció Social Igualadina. A més de fundar i dirigir Zapatería Práctica, va ser redactor de Sometent (1905-1911) durant bastants anys i col·laborador de Propaganda (1914-1918), el butlletí mensual del Centre Catòlic. Signava a vegades amb el pseudònim Màxim. Hi escrivien també, habitualment: Ramon Solsona Cardona, Ramon Bausili Llobet i A. Castell i, d'una manera més esporàdica: E. Valls, Narciso Noguer i Manuel Arias Rodríguez, entre d'altres.

## Localització
- Biblioteca Central d'Igualada. Plaça de Cal Font, núm. 1. 08700 Igualada (col·lecció en paper).